# 江新蓉
江新蓉（1927年—2016年11月4日），女，北京人，中国京剧表演艺术家。代表性剧目有《窦娥冤》、《红鬃烈马》、《骂殿》等。